# Widerøe-Flug 933
Widerøe-Flug 933 (Flugnummer IATA: WF933, ICAO: WIF933, Funkrufzeichen: WIDEROE 933) war ein Inlandslinienflug der Widerøe von Kirkenes über Vadsø, Berlevåg und Mehamn nach Alta, auf dem am 11. März 1982 eine de Havilland Canada DHC-6-300 Twin Otter in die Barentssee stürzte. Unter den 13 Passagieren und zwei Besatzungsmitgliedern gab es keine Überlebenden. Der Unfall ist in Norwegen auch als Mehamn-Unglück (norwegisch: Mehamn-ulykken) bekannt.

## Maschine
Bei der Maschine handelte es sich um eine de Havilland Canada DHC-6-300 Twin Otter mit der Werknummer 568. Die Maschine wurde im Jahr 1977 im Werk von de Havilland Canada in Downsview, Ontario endmontiert. Das Roll-Out der Maschine erfolgte im November 1977, der Erstflug wurde am 15. November 1977 absolviert. Die Maschine wurde am 11. Januar 1978 mit dem Luftfahrzeugkennzeichen LN-BNK an die Widerøe ausgeliefert. Das zweimotorige Zubringerflugzeug war für 19 Passagiere zugelassen und mit zwei Wellentriebwerken des Typs Pratt & Whitney Canada PT6A-27 ausgestattet. Bis zum Zeitpunkt des Unfalls hatte die Maschine etwa 9.925 Betriebsstunden absolviert, auf die 20.953 Starts und Landungen entfielen. Im März 1980 war die Twin Otter auf dem Flughafen Tromsø durch den Triebwerksstrahl einer Douglas DC-9 beschädigt worden, woraufhin die Höhenruder ersetzt wurden.

## Passagiere, Besatzung
Auf dem betroffenen Flugabschnitt hatten 13 Passagiere in der Maschine Platz genommen, darunter zwei Kinder. Es befand sich eine zweiköpfige Besatzung an Bord, bestehend aus einem 38-jährigen Flugkapitän und einem 26-jährigen Ersten Offizier. Der Flugkapitän verfügte über eine kumulierte Flugerfahrung von 8.474 Flugstunden, wovon er 5.011 Stunden im Cockpit der DHC-6 Twin Otter abgeleistet hatte. Der Erste Offizier verfügte über 1.830 Stunden Flugerfahrung und hatte davon 918 Stunden im Cockpit der DHC-6 Twin Otter absolviert. Auf dem Regionalflug waren keine Flugbegleiter vorgesehen.

## Flugplan
Der Widerøe-Flug 933 war ein Linienflug vom Flughafen Kirkenes-Høybuktmoen zum Flughafen Alta, mit vorgesehenen Zwischenstopps am Flughafen Vadsø, am Flughafen Berlevåg, am Flughafen Mehamn und am Flughafen Honningsvåg Valan.

## Wetter
Das Wetter war klar, aber mit einem starken Wind aus dem Süden. Der Kapitän entschied sich daher für einen Sichtflug. Andere Flugzeuge, die nach Widerøe-Flug 933 das Unfallgebiet passierten, durchflogen in Flughöhen von 300 bis 460 Metern eine Wetterzone mit starken Turbulenzen.

## Flugverlauf und Unfallhergang

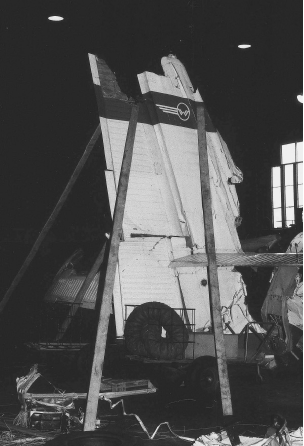
Das abgerissene Seitenleitwerk der Maschine nach der Bergung aus der Barentssee

Die Maschine flog um 13:19 Uhr in Berlevåg ab und damit 11 Minuten früher als geplant, wodurch ein Passagier den Flug verpasste. Der Erste Offizier meldete dem Fluginformationszentrum Mehamn um 13:22 Uhr, dass sich das Flugzeug in 610 Metern Höhe über dem Tanafjord befand und gab als geschätzte Ankunftszeit 13:33 Uhr an. Der Funkkontakt endete um 13:22:53 Uhr. Die Flugbahn wurde von einem Beamten des Kontroll- und Meldezentrums der Norwegischen Luftstreitkräfte in Honningsvåg zwischen 13:23:20 Uhr und 13:25:25 Uhr überwacht. Danach erschien das Flugzeug nicht mehr auf dem Radar. Der Offizier des militärischen Flugüberwachungspostens vermutete, dass das Flugzeug sich unter den Radarhorizont von 366 Metern Höhe begeben hatte.
Das Fluginformationszentrum Mehamn versuchte um 13:35:52 Uhr erneut, die Maschine zu kontaktieren, erhielt jedoch keine Antwort. Nach mehreren erfolglosen Versuchen setzte sich dieses mit dem Fluginformationszentrum Berlevåg und dem Flughafen Kirkenes in Verbindung, welche jedoch ebenfalls keinen Funkkontakt mit der Twin Otter herstellen konnten. Ein Widerøe-Flugzeug auf dem Weg von Honningsvåg nach Mehamn versuchte ebenfalls, Kontakt aufzunehmen. Das Rettungszentrum von Nordnorwegen wurde um 13:41 Uhr über die Situation informiert und leitete daraufhin umgehend eine Such- und Rettungsaktion ein. Drei Gruppen des norwegischen Such- und Rettungskorps des Norwegischen Roten Kreuzes wurden entsandt und zehn Schiffe in der Region meldeten sich freiwillig zur Unterstützung der Suche. Sie wurden durch zwei Such- und Rettungsschiffe der Norwegischen Gesellschaft für Seerettung (NSSR) ergänzt, und zwar die Draug der Norwegischen Marine sowie die Horten der Norwegischen Küstenwache. Zwei Jagdflugzeuge des Typs Canadair CF-104 Starfighter sowie ein Hubschrauber vom Typ Westland Sea King der Norwegischen Luftstreitkräfte, die jeweils am Luftwaffenstützpunkt Banak stationiert waren, unterstützten gemeinsam mit zwei weiteren Militärhubschraubern, einer Twin Otter der Widerøe und einer Maschine der norwegischen Fluggesellschaft Norving die Suche nach dem Wrack aus der Luft. Teile des Wracks wurden am Unfalltag gegen 18 Uhr im Meer gesichtet. Am 13. März um 17:39 Uhr fand die Norwegische Gesellschaft für Seenotrettung das Wrack 1,1 Kilometer nördlich von Teistbergan in einer Tiefe von 45 Metern. Einen Tag darauf tauchten zwei Taucher der Polizei zum Wrack und konnten bestätigen, dass es sich um die abgestürzte Maschine handelte, nach der gesucht wurde. Einer der beiden Taucher erlitt beim Tauchgang die Dekompressionskrankheit, wodurch er eine irreparable Hirnschädigung erlitt.
Am Abend des 13. März traf eine Tauchergruppe von der Marinebasis Ramsund ein und begann die Leichen zu bergen. Der letzte Leichnam wurde am 20. März geborgen, bis auf den Flugkapitän konnten damit alle Toten geborgen werden. Ein Körper befand sich 300 Meter von der Absturzstelle entfernt.

## Ursache
Die Ermittler stellten fest, dass der Aufprall für alle Insassen tödlich gewesen sein musste, zumal sie dabei Belastungen von 50 bis 100g ausgesetzt waren. Die Untersuchung ergab, dass es bereits vor dem Unfall Risse in der mechanischen Welle gegeben hatte, die die Höhenrudersteuerung mit dem backbordseitigen Höhenruder verband. Widerøe, de Havilland Canada und die ursprüngliche Ermittlergruppe waren der Meinung, dass dies keine Auswirkungen auf den Unfall hatte, während Transport Canada und das Forschungsinstitut des schwedischen Verteidigungsministeriums der Meinung waren, dass dadurch die Flugzeugstruktur geschwächt worden sei. Im Unfallgebiet hatte es schwere Klarluftturbulenzen bis in Höhen von 1.800 Metern gegeben. Die vorliegenden Windstärken entsprachen in etwa jenen, für welche die Maschine maximal zertifiziert war. Twin-Otter-Piloten der Widerøe sowie der Norwegischen Luftstreitkräfte gaben an, dass es unter Wetterbedingungen mit schweren Turbulenzen schwierig sei, die Flughöhe einer Twin Otter zu halten.
Es wurde für möglich gehalten, dass die Turbulenzen die Steuerwelle des backbordseitigen Höhenruders brechen ließen, wodurch es nicht mehr steuerbar gewesen wäre. In einem solchen Fall hätten die Piloten jedoch noch zur Hälfte die Kontrolle über die Maschine behalten. Es wurde ebenfalls festgestellt, dass eine Zugstange defekt und die Steuerkabel abgenutzt gewesen waren, wobei nicht festgestellt werden konnte, ob dies absturzursächlich war.
Als unmittelbare Absturzursache konnte ein Abbrechen des Seitenleitwerks ermittelt werden. Im Unfallbericht wurde als Unfallursache eine multifaktoriell bedingte Strukturüberlastung angegeben. Von entscheidender Bedeutung soll hierbei eine Kombination aus einer Clear Air Turbulence, einer Windhose, Abwinden aus den Bergen und unangemessenen spontanen Handlungen der Flugbesatzung gewesen sein. Es wurden zwei Unfallszenarien für plausibel gehalten. Beim ersten Szenario sei es zu einem Strömungsabriss gekommen, nachdem infolge der gebrochenen Steuerwelle die Kontrolle über die vertikalen Flugbewegungen der Maschine verloren gegangen waren. Da der Nickwinkel nicht kontrollierbar war, könnte die Maschine in mehrere aufeinanderfolgende Strömungsabrisse geraten sein und dabei jedes Mal an Höhe verloren haben. Bei diesem Szenario wäre die Maschine schließlich ins Meer gestürzt, wobei das Leitwerk und das Seitenruder beim Aufprall abgebrochen wären. Mithilfe dieser Theorie kann jedoch nicht erklärt werden, wieso das Leitwerk in einer solchen Entfernung zum Hauptwrack aufgefunden wurde.
Die zweite Theorie basierte auf der Erkenntnis, dass die Maschine eine Fluggeschwindigkeit von 180 Knoten (ca. 330 km/h) erreicht hatte, was über ihrer zertifizierten Höchstgeschwindigkeit von 140 Knoten (ca. 260 km/h) lag. Dies sei unter extremen Windbedingungen möglich gewesen, wenn die Piloten das Höhenruder nicht eingesetzt hätten. Simulationen des Unfallhergangs ergaben, dass jede Böe, die die Maschine unter diesen Bedingungen durchflog, mit einer Wahrscheinlichkeit von 0,5 Prozent zu einem Abbruch des Seitenruders geführt hätte. Die Untersuchungskommission stellte fest, dass mindestens zehn solche Böen auf die Maschine eingewirkt hatten. Diese Theorie erklärt, weshalb das Leitwerk in einer derartigen Entfernung zum Hauptwrack aufgefunden wurde.

## Militärische Übungen in Nordnorwegen 1982

Standorte der Militärübungen sowie Flugverlauf von WF933

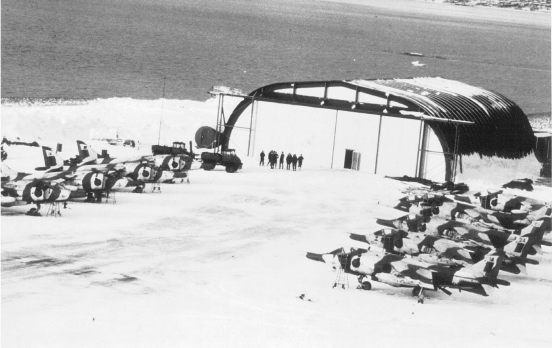
Maschinen des Typs Hawker Siddeley Harrier auf dem Flughafen Tromsø während der NATO-Übung „Alloy Express“ im Jahr 1982

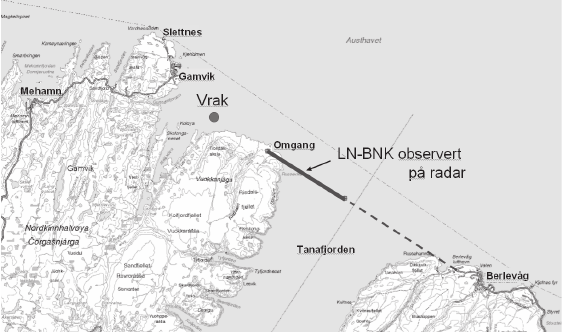
Flugroute und Wrackfundort. Die durchgezogene Linie markiert den vom Radar erfassten Flugverlauf, Vrak die Wrackfundstelle

Der Unfall ereignete sich zu einem Zeitpunkt, als in der Region eine NATO-Übung im Rahmen des Manövers „Alloy Express“ stattfand, welche vom 24. Februar bis zum 24. März 1982 andauerte. Ziel des Manövers war es, den Einsatz von NATO-Streitkräften in Nordnorwegen als Reaktion auf eine sowjetische Invasion zu üben. Unter den eingesetzten Flugzeugen befanden sich Maschinen des Typs Northrop F-5, Lockheed F-104 und General Dynamics F-16 der Norwegischen Luftstreitkräfte ebenso wie McDonnell F-4 und McDonnell Douglas F-15 der United States Air Force. Der Flugzeugträger Invincible der Royal Navy ankerte im Vestfjord und die von ihm abfliegenden Maschinen des Typs Hawker Siddeley Sea Harrier nahmen ebenso an der Übung teil wie mehrere Hawker Siddeley Harrier des Geschwaders Nr. 1 der Royal Air Force, die vom Flughafen Tromsø gestartet waren. Das norwegische Gesetz untersagte es, Übungen östlich des 24. Meridians durchzuführen, sofern es keine ausdrückliche Genehmigung hierfür seitens der Regierung gab. Eine entsprechende Genehmigung wurde für das Manöver „Alloy Express“ nicht eingeholt.
Am Unfalltag flogen zwei Harrier mit den Funkrufzeichen Red 1 und Red 2 zu Übungen vom Flughafen Tromsø ab. An Bord des ersten Harrier, welcher das militärische Luftfahrzeugkennzeichen XW925 trug, befanden sich der Kommandant Peter Squire der Royal Air Force sowie der norwegische Major Bjørnar Vollstad. Die Maschine flog um 14:27 Uhr, und damit etwa eine Stunde nach dem Unfall, in Tromsø ab und steuerte eine Gefechtsübungszone bei Setermoen an, wobei ihr Red 2, eine Harrier GR.3, folgte. Obwohl ein Schneesturm durch die Gefechtsübungszone zog, entschied sich Squire, die Übung durchzuführen. Red 1 wurde dabei von einer Luftdetonation erfasst. Obwohl Squire im Anschluss keine Beschädigungen an der Maschine feststellen konnte, entschied er, nach Tromsø zurückzukehren und bat bei der zuständigen Flugsicherung um eine Priorisierung bei der Landung. Der Kommandant von Red 2 befürchtete, seine Waffen könnten entsichert sein und führte eine priorisierte Landung auf dem nahegelegenen Flughafen Bardufoss durch.
Das Gebiet, in dem die Maschine verunfallte, war dagegen durch die Streitkräfte als Flugverbotszone für militärische Flugzeuge ausgewiesen worden. Die Einhaltung der Flugverbotszone wurde durch Kontroll- und Meldezentren überwacht, welche in diesem Fall die betroffenen Besatzungen zum Umkehren aufgefordert hätten. Verletzungen der Flugverbotszone wären durch das Kontroll- und Meldezentrum in Sørreisa und die den Flug überwachende Dienststelle registriert worden. Es gab auch keine belastbaren Hinweise darauf, dass die Flugverbotsgrenze während der Übung von irgendeinem Militärflugzeug verletzt worden wäre. Wenngleich es einige Gerüchte über solche Verletzungen gegeben hatte, konnten keine zivilen oder militärischen Fluglotsen, Piloten oder Bootsfahrer solche bestätigen. Lediglich von einer weiteren Übung vom 13. März 1985 wurde eine solche Verletzung der Flugverbotsgrenze bekannt, die Besatzungen von zwei Sea Hawks, der HMS Invincible, die dabei vor Andøya ankerte, flogen hierbei 150 Kilometer in die Flugverbotszone hinein. Gerüchte über eine häufige Verletzung von Flugverbotszonen wurden hingegen als moderne Sage abgetan.

## Unfalluntersuchungen

### Erste Unfalluntersuchung
Die erste Untersuchung wurde von einer Militärkommission unter der Leitung von Generalleutnant Wilhelm Mohr durchgeführt, ihr gehörten außerdem Kapitän Stein I. Eriksen, Polizeiinspektor Liv Daae Gabrielsen und der Pilot Hallvard Vikholt an. Das Wrack wurde ab dem 16. März von der MS Hugo Trygvasson geborgen. Die Wrackteile wurden an Bord gezogen und dort eingelagert, bevor sie zu einem Hangar am Flughafen Bodø gebracht wurden, wo die Untersuchung durchgeführt wurde. Der Platzmangel an Bord des Schiffes hatte zur Folge, dass das Wrack auf einem Haufen gelagert werden musste und während des Transports weiter Schäden erlitten haben könnte. Einige der technischen Analysen der Flugzeugkomponenten wurden von de Havilland Canada und Transport Canada durchgeführt.
Es gab eine einzelne Augenzeugin, die den Unfall beobachtet hatte. Die Kindergärtnerin, die sich zu diesem Zeitpunkt im Außenbereich ihrer Arbeitsstelle in Gamvik befunden hatte, konnte durch ihre Angaben entscheidend zum Fund des Wracks beitragen, welches sich deutlich außerhalb der Flugroute und des Orts des letzten Funkkontakts befunden hatte (siehe Kartenausschnitt). Die Zeugin gab an, sie hätte ein lautes Platschen vernommen und „eine Weile später“ ein Jagdflugzeug gesehen. Die erste Untersuchungskommission befragte die Zeugin nicht nach der Zeitspanne, die zwischen ihrer Sichtung der beiden Maschinen vergangen war. In einem Interview im Jahr 1987 gab die Zeugin an, das Jagdflugzeug sei innerhalb von einer bis fünf Minuten nach dem Platschen erschienen. Die letzte Untersuchungskommission kam zu dem Ergebnis, dass die spätere Wahrnehmung und Aussage der Zeugin sehr wohl durch Medienberichte beeinflusst gewesen sein konnte. Die Zeugin könnte ihre Erinnerung an das Ereignis allzu sehr an den Suggestivfragen der Investigativjournalisten ausgerichtet haben. Die letzte Kommission war auch der Ansicht, dass das mangelnde Interesse der ersten Kommission an der Möglichkeit einer Existenz von Jagdflugzeugen im Absturzgebiet entsprechenden Spekulationen Vortrieb geleistet hatte.
Die erste Untersuchungskommission kam einstimmig zu dem Schluss, dass im Flug erhebliche Teile des Seitenleitwerks abgebrochen waren, wodurch die Kontrollierbarkeit der Maschine unmöglich geworden war. Das Ergebnis der Untersuchung wurde auf einer Pressekonferenz am 20. Juli 1984 vorgetragen. Die Nachrichtensendung Dasgsrevyen des Senders Norsk rikskringkasting betonte, dass der Flugkapitän ohne das Einverständnis eines Arztes verschreibungspflichtige Medikamente eingenommen hatte. In dem Bericht wurden Abbildungen von Medikamenten präsentiert. Insgesamt erweckte der Bericht den Eindruck, als würde die Untersuchungskommission dem Flugkapitän die Verantwortung für den Unfall zuschreiben, obwohl der offizielle Flugunfallbericht keinerlei derartige Schlüsse enthielt.

### Zweite Unfalluntersuchung
Die norwegische Provinz Finnmark reichte an die sowjetisch-norwegische Grenze, auf deren beiden Seiten rege militärische Operationen stattfanden. Dieser Umstand erforderte eine strikte Geheimhaltung hinsichtlich militärischer Einrichtungen, wie etwa der Reichweite militärischer Radaranlagen. Entsprechende Details waren aus den Untersuchungsberichten getilgt. Verschiedene historische Ereignisse führten ferner dazu, dass die Bewohner der Finnmark behördlichen Angaben Skepsis entgegenbrachten. Kurz nach dem Unfall waren verschiedene Gerüchte bezüglich der Bergungsaktion im Umlauf, die sich jedoch bald darauf als nicht zutreffend herausstellten. Die vierte Untersuchungskommission stellte fest, dass Dutzende von kleineren und größeren Gerüchten im Umlauf waren, die sich als nicht zutreffend erwiesen, da die angeblichen Augenzeugen sich zum Unfallzeitpunkt nicht an dem angegebenen Ort befunden hatten.
Nach dem Veröffentlichen des ersten Unfallberichts gab es eine öffentliche Debatte über die Ursache des Unfalls, welche sich teilweise aufgrund der angeblichen Sichtungen von Kampfflugzeugen ergeben hatte. Entsprechende Berichte waren kurz nach dem Unfall in den Medien erschienen. Die Zeitung Fremover berichtete im Januar 1987, dass Radar ein nicht näher identifiziertes Flugzeug erkannt habe, welches sich auf Kollisionskurs mit der Twin Otter befand. Das Problem eskalierte mit dem Bruder des Kapitäns, John Hovring, welcher Chefpilot bei der Widerøe war und erklärte, dass der Absturz auf eine Kollision mit einem Jagdflugzeug oder einen Raketeneinschlag zurückzuführen sein müsse. Er erklärte ferner, dass General Mohr als Luftwaffenoffizier ein begründetes Interesse daran gehabt habe, die wahre Ursache zu vertuschen.
Die Regierung ernannte aufgrund dieser Entwicklungen am 6. Februar 1987 drei neue Mitglieder für eine Untersuchungskommission und ordnete eine neue Untersuchung des Unfalls an. Die neuen Mitglieder waren der Berufungsrichter Christian Borchsenius, Erik Øie von der norwegischen Zivilluftfahrtverwaltung und Professorin Janne Carlzon von der Königlichen Technischen Hochschule in Stockholm. Die erweiterte Kommission wurde beauftragt, sich insbesondere mit drei Themen zu befassen – sämtlichen Bewegungen im Luftraum in der Region zu dieser Zeit; wie der Riss in der mechanischen Welle verursacht wurde; und der Einnahme von Medikamenten durch den Flugkapitän.
Der Abschlussbericht wurde am 29. Juni 1988 veröffentlicht. Im Rahmen der zweiten Unfalluntersuchung wurde mit einer Reihe von Personen, die bei der ersten Untersuchung nicht befragt worden waren, gesprochen. Es konnte die Existenz einer weiteren Maschine in dem Gebiet ausgeschlossen werden. Es konnte ferner ausgeschlossen werden, dass irgendwelche anderen Flugobjekte den Unfall verursacht hatten. Obwohl der Untersuchungsbericht in einigen technischen Aspekten präziser war, bestätigte er im Wesentlichen das Ergebnis der ersten Untersuchung. In der Folge erhielt General Mohr mehrere Todesdrohungen.

### Dritte Unfalluntersuchung

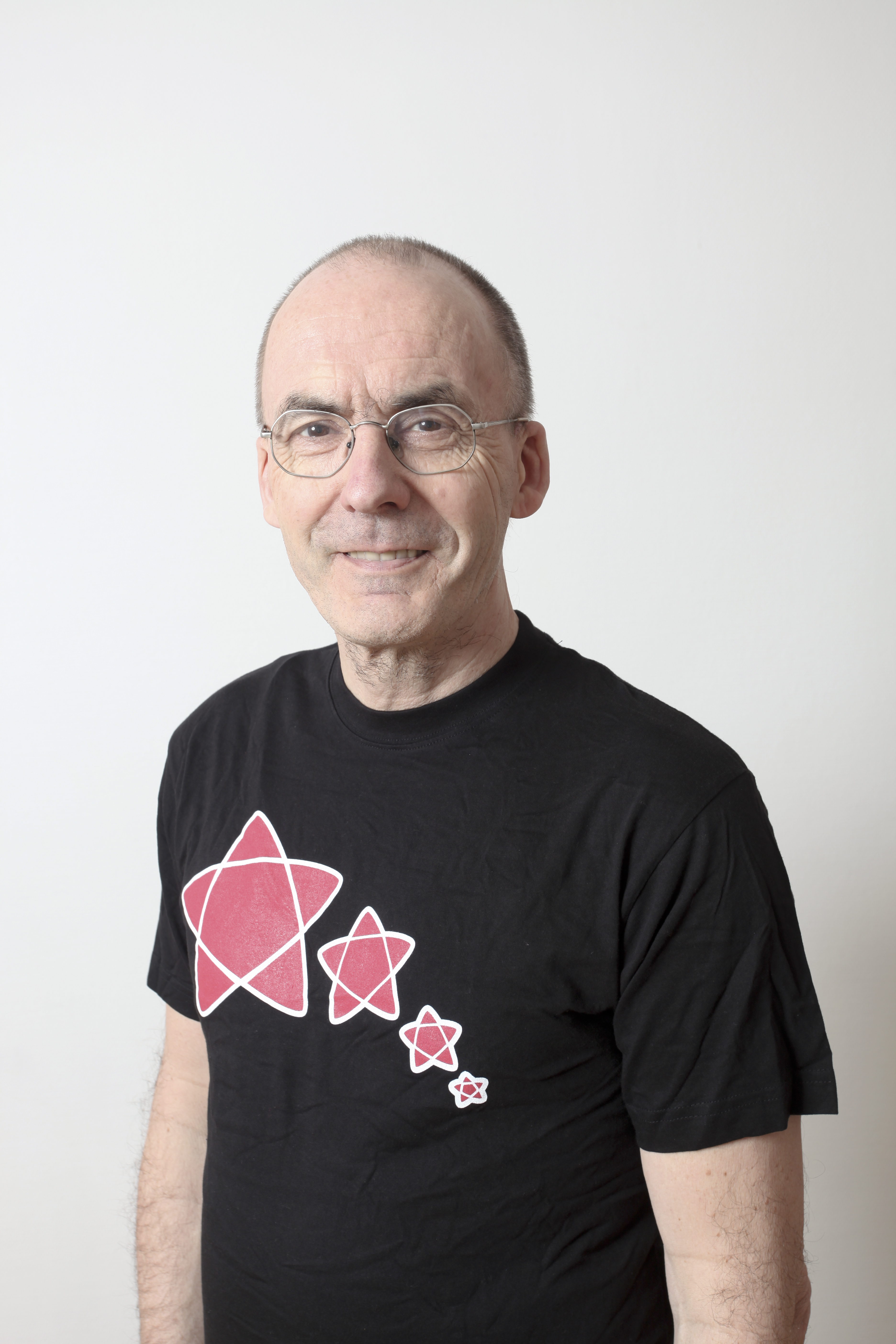
Der Parlamentarier Erling Folkvord, auf dessen Initiative hin die dritte Unfalluntersuchung vorgenommen wurde

Im Jahr 1997 flammte die Debatte über den Flugunfall erneut auf. Der Neffe des Flugkapitäns präsentierte neue Beweise eines anonymen Luftwaffenoffiziers, der später als Per Garvin identifiziert werden konnte. Der Parlamentarier Erling Folkvord vom Roten Wahlbündnis stellte daraufhin eine Anfrage an den Transportminister hinsichtlich Details zu der Fluguntersuchung und widmete dem Unfall ein Kapitel in einem von ihm verfassten Buch. Folkvort vertrat hierin die These, dass der Beobachtung der einzigen Augenzeugin nicht aufmerksam genug nachgegangen worden sei. Die Medien berichteten zudem, dass die genaue Ursache des Unfalls nie ermittelt werden konnte und dass am Unfalltag eine beschädigte Maschine des Typs Harrier in Tromsø gelandet sei.
Die norwegische Unfalluntersuchungsbehörde beschloss im Jahr 1997, den Unfall noch einmal neu zu untersuchen. Hierbei wurden Protokolle von Flughäfen und Radarstationen untersucht, die jedoch keine Hinweise auf Flugobjekte im Unfallgebiet zum Unfallzeitpunkt ergaben. Die Untersuchung ergab ferner, dass Behauptungen, wonach die Protokolle des Flughafens Tromsø gefälscht worden seien, unzutreffend waren.

### Parlamentarische Untersuchung
Am 19. November 2002 erschien auf dem Fernsehsender Norsk rikskringkasting eine Dokumentation mit dem Titel Vanskelige Vitner („Schwierige Zeugen“). In dieser wurde behauptet, dass es bezüglich des Unfalls neue Beweise gäbe, welche darauf hinwiesen, dass die Maschine mit einem Jagdflugzeug des Typs Harrier kollidiert sei. Im Rahmen der Dokumentation gab es auch ein Interview mit dem Oberstleutnant Per Garvin, der zu diesem Zeitpunkt für das Kommunikations- und Meldezentrum in Sørreisa zuständig war. Garvin behauptete, er habe am Tag des Unfalls zwei Jagdflugzeuge des Typs Harrier in die Flugverbotszone einfliegen gesehen, wobei ein Kommentar aus dem Off hinzufügte, dass die Jagdflugzeuge entlang der gesamten Flugstrecke nach Gamvik beobachtet worden seien. Die Recherche für die Reportage wurde im Wesentlichen durch den ehemaligen Widerøe-Piloten Ulf Larsstuvold betrieben, bei dem es sich um einen der prominentesten Fürsprecher für die Theorie einer Kollision mit einem Jagdflugzeug des Typs Harrier handelte.
Die Reportage führte zu einer erneuten öffentlichen Debatte über den Unfall, die auch im norwegischen Parlament geführt wurde. Die Debatte wurde erstmals am 16. Dezember 2002 geführt, eine erneute Untersuchungskommission wurde am 6. Februar 2003 ernannt. Als Vorsitzender der Kommission wurde der Jurist Gaute Gregusson ernannt, welcher früher der Oberste Richter am Berufungsgericht von Hålogaland gewesen war. Zu den weiteren sieben Kommissionsmitgliedern gehörten der frühere Bischof von Hålogaland, Ola Steinholt, ebenso wie vier Experten zu den Bereichen Aerodynamik, Flugradar, Risikomanagement und Flugbetrieb. Unter den Kommissionsmitgliedern befanden sich ein Professor und ein Pilot.
Die Kommission führte 30 offene Anhörungen durch, bei denen 219 Zeugen in jeweils drei offenen Anhörungen befragt wurden. Es wurden 35 Treffen anberaumt und britische Offizielle befragt, zudem wurden alle relevanten Standorte sowie archiviertes Material der drei vorangegangenen Untersuchungen in Augenschein genommen. Im Zusammenhang mit der Untersuchung entband der norwegische Verteidigungsminister hinsichtlich des Unfalls alle Militärangehörigen von ihrer Schweigepflicht. Darüber hinaus gab das Militär eine Reihe von Dokumenten frei, die in einem Zusammenhang mit dem Zwischenfall stehen konnten. Da das Wrack der Maschine nach der ursprünglichen Untersuchung begraben worden war, hatte die vierte Untersuchungskommission keine Möglichkeit mehr, dieses zu untersuchen.
Per Garvin erklärte gegenüber der Kommission, er habe am Tag des Unfalls Flugzeuge in der Flugverbotszone beobachtet und daraufhin mit der Flugsicherung in Kautokeino kommuniziert, welche ebenfalls Flugzeuge desselben Typs beobachtet habe. Er gab an, dass er seinem Assistenten befohlen hatte, den Vorfall zu protokollieren. Ein anderer Angestellter gab Hinweise darauf, dass er beobachtet habe, wie Red 1 und Red 2 zuerst von Tromsø nach Setermoen und dann nach Norden nach Alta und Kautokeino in die Flugverbotszone geflogen seien. Kein anderer Mitarbeiter in Sørreisa konnte sich an einen solchen Vorfall erinnern und die Protokolle ergaben, dass Garvin an dem behaupteten Tag überhaupt nicht im Dienst gewesen war. Garvin machte in den 1980er Jahren keine Kommentare zu Flugbewegungen von Harriers und seine Behauptungen zwischen den Jahren 1997 und 2003 wechselten von dem Vortragen von Mutmaßungen zu (angeblichen) Fakten.
Ein Mitarbeiter in Kautokeino behauptete, er habe am Tag des Unfalls alliierte Flugzeuge in der Flugverbotszone beobachtet. Untersuchungen ergaben jedoch, dass er im März nicht in der Finnmark gearbeitet hatte. Untersuchungen der Protokolle in Kautokeino und Sørreisa ergaben keine Einträge zum NATO-Flugverkehr. Kapitän Stein Aarbogh, der in der Gefechtsübungszone von Setermoen arbeitete, gab an, dass am Tag des Unfalls zwei Harrier erwartet wurden, die jedoch erst gegen fünf Uhr nachmittags und damit mehrere Stunden zu spät auftauchten. Aarbogh schien sich sicher zu sein, wer am Tag des Vorfalls Range Officer am Schießstand gewesen war, aber die Kommission konnte dokumentieren, dass die betreffende Person am 11. März auf der Rygge Air Station arbeitete, womit sich dieser Vorfall am Tag des Unfalls nicht ereignet haben konnte.
Vier Zeugen gaben an, Kampfflugzeuge im Unfallgebiet beobachtet zu haben. Ein Fischer gab an, gleichzeitig eine Twin Otter und ein Kampfflugzeug in der Gegend gesehen zu haben, konnte sich aber nicht erinnern, ob dies vor oder nach dem Unfall oder ob es noch am selben Tag gewesen war. Falls es nach dem Unfall gewesen wäre, hätte er zwei der Suchflugzeuge beobachtet, zumal sowohl eine Twin Otter als auch Jagdflugzeuge an der Suche beteiligt waren. Einige Zeugen gaben an, zum Zeitpunkt des Unfalls eine beschädigte Harrier in Bardufoss gesehen zu haben. Einige behaupteten, die rechte Tragfläche sei beschädigt gewesen, andere behaupteten, es sei die linke Tragfläche oder der Rumpf gewesen. Einige der Zeugen behaupteten, der Maschine hätten Reste von grüner Farbe angehaftet. Zum Zeitpunkt des Unfalls verwendete Widerøe kein dominantes grünes Farbschema an seinen Maschinen. Die Entfernung von Gamvik nach Bardufoss beträgt 430 Kilometer, und die Harrier hätte unter Radarbeobachtung hin und her geflogen sein müssen. Eine Harrier hat nicht genügend Treibstoff für eine solche Flugroute und das Flugzeug wäre in einem solchen Fall auf der Strecke von Gamvik nach Bardufoss an mehr als zehn Flughäfen vorbeigeflogen.
Der Abschlussbericht der vierten Untersuchungskommission wurde am 20. September 2005 veröffentlicht. Der Bericht bestätigte nach einem Abgleich aller Flugprotokolle und technischen Analysen vollumfänglich die Befunde der drei vorangegangenen Berichte. Es konnten keine Hinweise für eine Kollision mit einem Jagdflugzeug des Typs Harrier oder irgendeinem anderen Fluggerät festgestellt werden. Der Bericht kam ferner zu dem Ergebnis, dass, mit einer Ausnahme, alle Augenzeugen erst Jahre nach dem Zwischenfall ihre Berichte zu Protokoll gegeben hatten und dass es einen hohen Grad an Unsicherheit hinsichtlich der Zeitpunkte der Beobachtungen gebe. Lediglich die Beobachtungen der Kindergärtnerin, die bereits beim ersten Untersuchungsbericht angehört worden war, konnten nicht widerlegt werden, doch die Kommission befand, dass die Aussage ebenfalls keine belastbaren Informationen enthielt. Die Kommission konnte ferner ausschließen, dass sich zum Zeitpunkt des Unfalls irgendwelche Maschinen des Typs Harrier in der Luft befunden hatten. Ebenfalls schloss sie aus, dass der Gesundheitszustand des Flugkapitäns irgendeinen Einfluss auf den Unfall hatte. Sie kam darüber hinaus zu dem Schluss, dass ähnliche Probleme mit den Höhenrudern bereits zuvor zu Flugunfällen mit Maschinen des Typs de Havilland DHC-6 Twin Otter geführt hatten.

### Reaktionen
Der Fernsehsender Norsk rikskringkasting (NRK) blieb unabhängig vom Untersuchungsergebnis bei der Auffassung, dass seine Dokumentation einen Zwischenfall der Twin Otter mit einem Jagdflugzeug des Typs Harrier belege. Der Journalist Skjalg Fjellheim der Nordlys erklärte nach dem Abschlussbericht, dass er die Dokumentation seinerzeit zwar begrüßt habe, diese inzwischen aber als Fiktion betrachte. Bischof Steinholt von der Kommission erklärte, als er das Programm ursprünglich gesehen habe, habe er sofort an einen „Mord“ gedacht. Am Tag des Berichts kritisierte er den Sender NRK für die Ausstrahlung des Dokumentarfilms und erklärte, dass das Programm nicht den eigenen Anforderungen des NRK an Objektivität entspreche und Zeugen und Befragte selektiv ausgesucht habe. Die letzte Kommission stellte fest, dass das Versäumnis von mehreren unabhängigen Journalisten, die im Laufe der Zeit an dem Fall arbeiteten, Beweise für eine Kollision zu finden, die Ablehnung der Harrier-Theorie bestärke.
Der Autor des Dokumentarfilms, Ulf Larsstuvold, erklärte, er glaube, dass das Parlament im Rahmen der Vertuschung handele und dass die Kommission insgeheim angewiesen worden sei, Beweise zur Unterstützung der Harrier-Theorie zu verbergen. Wera Dahle Jensen, die bei dem Unfall ihren Ehemann verloren hatte, war die einzige Angehörige, die nicht an die Harrier-Geschichte geglaubt hatte. Nach dem Abschlussbericht erklärte sie, dass dies eine zusätzliche Belastung gewesen sei und dass sie nicht als Partei des Falls angesehen worden sei. Sie war auch besorgt darüber, dass die „fantastischen Geschichten“ den Schwerpunkt von der Flugsicherheit weg verlagert hatten, da Widerøe bei späteren Unfällen ebenfalls keine sicherheitsbewusste Unternehmenskultur zu haben schien.
Der Dagbladet-Journalist Kristoffer Egeberg erklärte, dass hunderte – wenn nicht tausende – Militär-, Polizei-, Regierungs- und Zivilluftfahrtsangestellte hätten schweigen müssen, falls die Harrier-Theorie wahr gewesen sein sollte, was überaus unwahrscheinlich sei. Der einzige Zweck einer Vertuschung wäre es, einen einzelnen britischen Piloten zu schützen und das marginale Unbehagen zu vermeiden, zuzugeben, dass ein NATO-Flugzeug in einer selbst auferlegten Flugverbotszone auf norwegischem Gebiet geflogen ist. Die Vertuschung hätte über einen Zeitraum von zwei Jahrzehnten durchgeführt werden müssen, und damit auch nach dem Ende des Kalten Krieges. Sowohl der Hersteller als auch die Fluggesellschaft hatten akzeptiert, dass der Unfall durch einen mechanischen Defekt verursacht wurde. Die Harrier-Theorie basiere auf Zeugen, die sich bis zu zwei Jahrzehnte nach dem Vorfall an komplizierte Details zu erinnern geglaubt hatten, über die sie die Behörden oder die Kommission während der ersten Untersuchung nicht informiert hatten.
Die Kosten für die parlamentarische Untersuchung betrugen 20 Mio. Norwegische Kronen. Das Parlament beschloss am 3. Mai 2006, den nächsten Angehörigen eine Ex-Gratia-Zahlung für die zusätzliche Belastung durch eine neue Kommission zu gewähren, die den Fall untersucht. Die Regierung beschloss im Oktober 2006, zwischen 50.000 und 200.000 NOK pro Person zu gewähren, was einem Gesamtbetrag von 8,75 Mio. Norwegischen Kronen entspricht.

## Entschädigungszahlungen
Die Widerøe zahlte pro Opfer Entschädigungen in Höhe von 330.000 Norwegischen Kronen, womit der Gesamtumfang der Entschädigungszahlungen zwischen vier und fünf Millionen Kronen betrug.